# 1963年のメジャーリーグベースボール
以下は、メジャーリーグベースボール（MLB）における1963年のできごとを記す。
1963年4月8日に開幕し10月6日に全日程を終え、ナショナルリーグはロサンゼルス・ドジャースが4年ぶり14度目のリーグ優勝で、アメリカンリーグはニューヨーク・ヤンキースが4年連続28度目のリーグ優勝であった。
ワールドシリーズはロサンゼルス・ドジャースがニューヨーク・ヤンキースを4勝0敗で破り4年ぶり3度目のシリーズ制覇となった。
1962年のメジャーリーグベースボール - 1963年のメジャーリーグベースボール - 1964年のメジャーリーグベースボール

## できごと
アメリカンリーグは、ヤンキースが104勝を挙げてリーグ4連覇となった。投手陣がホワイティー・フォード24勝（最多勝)、ラルフ・テリー(17勝)に加えてジム・バウトン(21勝）、アル・ダウニング（13勝）と若手が伸びたことが大きく、それに比べて打撃陣はミッキー・マントルが守備で外野フェンスに激突して左脚を骨折しシーズン65試合しか出場できず打率.314・本塁打15本・打点30に終わった。この時に左膝を痛め、デビュー時に右膝を痛めてマントルを10年間悩ましていたのが今度は丈夫な左膝を故障して、以降両膝の故障を抱えこの年からかつてのような豪打は見られなくなった。そしてロジャー・マリスも腰を痛めて90試合しか出場できず、打率.269・本塁打23本・打点53で2年前にベーブ・ルースの60本に迫った頃のMM砲では無くなっていた。その代わりにエルストン・ハワード(打率.287・本塁打28本・打点85)がリーグMVPに選ばれ、ジョー・ペピトーン一塁手(本塁打27本・打点89)の活躍で二人の穴埋めをした。首位打者はレッドソックスの カール・ヤストレムスキー (打率.321)が獲得したが彼は4年後に三冠王に輝いた。打点王も同じレッドソックスのディック・スチュアート (打点118)でスチュアートはその後1967年に日本の大洋ホエールズに入団した。本塁打王はツインズの ハーモン・キルブルー (本塁打45本)が2年連続、盗塁王はオリオールズのルイス・アパリシオ(盗塁40)で8年連続となった。 
ナショナルリーグは、ドジャースが4年ぶりの優勝となった。サンディ・コーファックスが25勝、防御率1.88、奪三振306で最多勝・最優秀防御率・最多奪三振の投手三冠を達成し、併せてリーグMVPとサイ・ヤング賞も同時に受賞し、ドン・ドライスデール(19勝)、ロン・ペラノスキー(16勝・防御率1.67・21セーブ)という層の厚い強力な投手陣であった。前年に首位打者と打点王となったトミー・デービス(打率.326)が2年連続首位打者となった。しかしこの後は成績が落ち、1967年に彼はメッツに移ってから10年間に11球団を渡り歩くことになる。モーリー・ウィルスが4年連続盗塁王となったが盗塁40で終わった。ブレーブスのハンク・アーロン(打率.319・本塁打44本・打点130)が本塁打王と打点王を獲得し、1954年デビューしてから10年間に首位打者2回・本塁打王2回・打点王3回という実績を残した。ジャイアンツのウィリー・マッコビー (本塁打44本)も同じ本数で本塁打王を初めて獲得した。やがて1968～1969年に彼はピークを迎える。そしてフアン・マリシャル(25勝) がコーファックスと並んで初めて最多勝を獲得し、以降ジャイアンツのエースとして君臨した。また最多勝の二人は揃ってこの年にノーヒットノーランを達成している。
ワールドシリーズは、非力なヤンキース打線がドジャースの強力な投手の前に沈黙して一度もリードすることなく、ドジャースの4勝無敗で終わった。ヤンキースが一度も勝てないままのシリーズ敗退は1922年にジャイアンツを相手に4敗1分け以来で、完全なストレート負けはこれが初めてであった。

### カージナルスの低迷と復活
セントルイス・カージナルスは戦後の1946年に9度目のリーグ優勝と6度目のシリーズ制覇以降、優勝からは遠ざかっていた。1940年代には3度リーグ優勝を飾り、ナショナルリーグの強豪チームであったがドジャースの台頭とブレーブスの躍進、そして古豪ジャイアンツに挟まれるように低迷の時代であった。1953年にビール会社バドワイザーの経営者オーガスト・ブッシュがオーナーとなり、スタン・ミュージアルやレッド・ショーエンディーンスト（後に1965年から1976年までカージナルス監督）を中心とした打線がやがてケン・ボイヤー、ドン・ブラッシンゲーム(後にジャイアンツからレッズに移籍）が育ち、1958年には日米野球で日本を訪れて日本の野球ファンに強い印象を与えた。1958年にビング・デヴァインがGMに就任し、スタン・ミュージアルの衰えとともにビル・ホワイト、カート・フラッド、投手でボブ・ギブソンら黒人の若い力が伸びつつあった。1961年のシーズン途中でジョニー・キーンが監督となって、この1963年にはギブソンとブローリオが18勝、ホワイトが本塁打27本・打点109、ボイヤーが本塁打24本・打点111の活躍で終盤までドジャースと優勝争いをして93勝でチームは2位となった。この年のオールスターゲームでは一塁ビル・ホワイト、二塁フリアン・ハビエル、三塁ケン・ボイヤー、遊撃ディック・グロートと内野陣の先発メンバーは全員カージナルスであった。そして翌1964年のシーズン途中でシカゴ・カブスからルー・ブロックを獲得し、これが1964年のカージナルスの奇跡につながっていく。

### スタン・ミュージアルの引退
そしてカージナルスの至宝スタン・ミュージアルがこの年限りで引退した。球界一の紳士として誰からも愛されたスーパースターは通算打率.331・本塁打475本・打点1951、首位打者7回・打点王2回・リーグMVP3回、通算二塁打725本・通算安打3630本(この通算安打をホームとビジターで分けると全く同じ数字の1815本)。その他16年連続三割以上、895試合連続出場、試合出場3026など同じ時期のテッド・ウィリアムスに比べても引けを取らない成績で、1948年に1シーズンに1試合5安打を4回達成して、これはタイ・カッブと並ぶ記録であり、ジョー・ディマジオの56試合連続安打と並んで、今後破られそうにない記録とされている。（1969年に殿堂入り）

### ハッスル坊や
この年の春のレッズ対ヤンキースのオープン戦で22歳の新人が二塁手として出場した。春のキャンプで正二塁手ドン・ブラッシンゲーム（ジャイアンツから移籍）が故障で戦列を離れたため、急に22歳の選手が昇格してデビューしたのだった。最初の打席で四球となったが、この選手はそのまま一塁まで全力疾走で駆け込んだ。これをダグアウトから見ていたヤンキースのマントルとフォードは大笑いして、フォードは思わず「いいぞ。ハッスル坊や（チャーリー・ハッスル）」と叫んで揶揄った。たまたま近くにいた新聞記者がこれを聞いて翌日の記事に載せると、この選手に「ハッスル坊や（チャーリー・ハッスル）」のニックネームが付くようになった。地元シンシナティ出身のこの若い選手は、そのニックネームの通り常に全力でプレーするのでたちまち人気者となり、この年に新人王となった。この選手はただ全力でプレーする打者ではなかった。やがてこの22歳の若者ピート・ローズは安打製造機となって首位打者となり、ヒーローとなり、レッズの監督となり、そして多くのファンを悲しませるほどの大きなスキャンダルの主人公となった。
このピート・ローズに二塁手のポジションを取られたドン・ブラッシンゲームは、その後1967年に南海ホークスに入団、3年間選手としてプレーした後に、そのまま請われて南海のコーチとなった。選手時代に同僚だった野村克也に大きな影響を与え、野村も彼を高く評価して、彼の野球に対する考え方や野球理論・知識（シンキング・ベースボール）を選手に広めていった。日本では「ドン・ブレイザー」と名乗り、1979～1980年に阪神タイガースの監督となり、1981年から1982年に南海ホークスの監督を務めた。

### 規則の改訂
- この年からストライクゾーンが拡大されて、従来のゾーンの上限が「脇の下から」が「肩から」に変更された。この変更は投高打低を加速させて1968年に30数年ぶりに30勝投手の出現と首位打者の打率が.301という1901年以降では最低記録を生み出した。

### 記録
- 5月11日、ドジャースのサンディ・コーファックスが、対ジャイアンツ戦でノーヒットノーランを達成した。コーファックスは前年も対メッツ戦でノーヒットノーランを達成しており、以降翌1964年も、次の1965年も達成し4年連続達成することになる。
- 6月15日、ジャイアンツのフアン・マリシャルが、対コルト45's戦でノーヒットノーランを達成した。
- 7月13日、アーリー・ウィンが史上14人目となる通算300勝を達成した。ワシントン・セネタースからクリーブランド・インディアンスに移り、さらにシカゴ・ホワイトソックスに移って、最後のこの年にインディアンスに戻って最後の1勝で通算300勝に届いた。その間最多勝2回、最優秀防御率1回、最多奪三振2回に輝き、サイヤング賞にも1回選ばれた。20勝を上げた年にはインディアンスでもホワイトソックスでもリーグ優勝したがシリーズ制覇はならなかった。(1972年殿堂入り)

## 最終成績

### レギュラーシーズン
| 順 | チーム                         | 勝利 | 敗戦 | 勝率 | G差  |
| -- | ------------------------------ | ---- | ---- | ---- | ---- |
| 1  | ニューヨーク・ヤンキース       | 104  | 57   | .646 | --   |
| 2  | シカゴ・ホワイトソックス       | 94   | 68   | .580 | 10.5 |
| 3  | ミネソタ・ツインズ             | 91   | 70   | .565 | 13.0 |
| 4  | ボルチモア・オリオールズ       | 86   | 76   | .531 | 18.5 |
| 5  | デトロイト・タイガース         | 79   | 83   | .488 | 25.0 |
| 6  | クリーブランド・インディアンス | 79   | 83   | .488 | 25.5 |
| 7  | ボストン・レッドソックス       | 76   | 85   | .472 | 28.0 |
| 8  | カンザスシティ・アスレチックス | 73   | 89   | .451 | 31.5 |
| 9  | ロサンゼルス・エンゼルス       | 70   | 91   | .435 | 34.0 |
| 10 | ワシントン・セネタース         | 56   | 106  | .346 | 48.5 |

| 順 | チーム                         | 勝利 | 敗戦 | 勝率 | G差  |
| -- | ------------------------------ | ---- | ---- | ---- | ---- |
| 1  | ロサンゼルス・ドジャース       | 99   | 63   | .611 | --   |
| 2  | セントルイス・カージナルス     | 93   | 69   | .574 | 6.0  |
| 3  | サンフランシスコ・ジャイアンツ | 88   | 74   | .543 | 11.0 |
| 4  | フィラデルフィア・フィリーズ   | 87   | 75   | .537 | 12.0 |
| 5  | シンシナティ・レッズ           | 86   | 76   | .531 | 13.0 |
| 6  | ミルウォーキー・ブレーブス     | 84   | 78   | .519 | 15.0 |
| 7  | シカゴ・カブス                 | 82   | 80   | .506 | 17.0 |
| 8  | ピッツバーグ・パイレーツ       | 74   | 88   | .457 | 25.0 |
| 9  | ヒューストン・コルト45's       | 66   | 96   | .407 | 33.0 |
| 10 | ニューヨーク・メッツ           | 51   | 111  | .315 | 48.0 |

### オールスターゲーム
- ナショナルリーグ 5 - 3 アメリカンリーグ

### ワールドシリーズ
- ヤンキース 0 - 4 ドジャース

| 10/2 – | ドジャース | 5 | - | 2 |  | ヤンキース |
| 10/3 – | ドジャース | 4 | - | 1 |  | ヤンキース |
| 10/5 – | ヤンキース | 0 | - | 1 |  | ドジャース |
| 10/6 – | ヤンキース | 1 | - | 2 |  | ドジャース |

MVP：サンディ・コーファックス (LAD)

## 個人タイトル

### アメリカンリーグ
| 項目   | 選手                           | 記録 |
| ------ | ------------------------------ | ---- |
| 打率   | カール・ヤストレムスキー (BOS) | .321 |
| 本塁打 | ハーモン・キルブルー (MIN)     | 45   |
| 打点   | ディック・スチュアート (BOS)   | 118  |
| 得点   | ボブ・アリソン (MIN)           | 99   |
| 安打   | カール・ヤストレムスキー (BOS) | 183  |
| 盗塁   | ルイス・アパリシオ (BAL)       | 40   |

| 項目   | 選手                         | 記録 |
| ------ | ---------------------------- | ---- |
| 勝利   | ホワイティー・フォード (NYY) | 24   |
| 敗戦   | オーランド・ペーニャ (KCA)   | 20   |
| 防御率 | ゲイリー・ピーターズ (CWS)   | 2.33 |
| 奪三振 | カミロ・パスカル (MIN)       | 202  |
| 投球回 | ホワイティ・フォード (NYY)   | 269⅓ |
| セーブ | ステュ・ミラー (BAL)         | 27   |

### ナショナルリーグ
| 項目   | 選手                      | 記録 |
| ------ | ------------------------- | ---- |
| 打率   | トミー・デービス (LAD)    | .326 |
| 本塁打 | ハンク・アーロン (ML1)    | 44   |
| 本塁打 | ウィリー・マッコビー (SF) | 44   |
| 打点   | ハンク・アーロン (ML1)    | 130  |
| 得点   | ハンク・アーロン (MLN)    | 121  |
| 安打   | ベイダ・ピンソン (CIN)    | 204  |
| 盗塁   | モーリー・ウィルス (LAD)  | 40   |

| 項目   | 選手                           | 記録 |
| ------ | ------------------------------ | ---- |
| 勝利   | サンディ・コーファックス (LAD) | 25   |
| 勝利   | フアン・マリシャル (SF)        | 25   |
| 敗戦   | ロジャー・クレイグ (NYM)       | 22   |
| 防御率 | サンディ・コーファックス (LAD) | 1.88 |
| 奪三振 | サンディ・コーファックス (LAD) | 306  |
| 投球回 | フアン・マリシャル (SF)        | 321⅓ |
| セーブ | リンディ・マクダニエル (CHC)   | 22   |

## 表彰

### 全米野球記者協会（BBWAA）表彰
| 表彰         | アメリカンリーグ           | ナショナルリーグ               |
| ------------ | -------------------------- | ------------------------------ |
| MVP          | エルストン・ハワード (NYY) | サンディ・コーファックス (LAD) |
| サイヤング賞 | --                         | サンディ・コーファックス (LAD) |
| 最優秀新人賞 | ゲイリー・ピータース (CWS) | ピート・ローズ (CIN)           |

### ゴールドグラブ賞
| 守備位置 | アメリカンリーグ               | ナショナルリーグ           |
| -------- | ------------------------------ | -------------------------- |
| 投手     | ジム・カート (MIN)             | ボビー・シャンツ (STL)     |
| 捕手     | エルストン・ハワード (NYY)     | ジョニー・エドワーズ (CIN) |
| 一塁手   | ビック・パワー (MIN)           | ビル・ホワイト (STL)       |
| 二塁手   | ボビー・リチャードソン (NYY)   | ビル・マゼロスキー (PIT)   |
| 三塁手   | ブルックス・ロビンソン (BAL)   | ケン・ボイヤー (STL)       |
| 遊撃手   | ソイロ・ベルサイエス (MIN)     | ボビー・ワイン (PHI)       |
| 外野手   | カール・ヤストレムスキー (BOS) | カート・フラッド (STL)     |
| 外野手   | ジム・ランディス (CWS)         | ロベルト・クレメンテ (PIT) |
| 外野手   | アル・ケーライン (DET)         | ウィリー・メイズ (SF)      |

### その他表彰
| 表彰               | アメリカンリーグ             | ナショナルリーグ               |
| ------------------ | ---------------------------- | ------------------------------ |
| 最優秀救援投手賞   | ステュ・ミラー (BAL)         | テリー・マクダニエル (CHC)     |
| ルー・ゲーリッグ賞 | ボビー・リチャードソン (NYY) | -                              |
| ベーブ・ルース賞   | -                            | サンディ・コーファックス (LAD) |

### アメリカ野球殿堂入り表彰者
ベテランズ委員会選出
- ジョン・クラークソン
- エルマー・フリック
- サム・ライス
- エッパ・リクシー